# Radio Disney (República Dominicana)
Radio Disney es una emisora radial dominicana de frecuencia modulada ubicada en la ciudad de Santo Domingo y transmitiendo en las ciudades de Santo Domingo y Santiago de los Caballeros. Pertenece a Disney Company Latam y está afiliada a la cadena Radio Disney Latinoamérica.
Radio Disney es una radio musical de éxitos en español e inglés que transmite las 24 horas del día animado por locutores. La programación está destinada a toda la familia.

## Frecuencias
- Santo Domingo - 97.3 MHz
- Santiago de los Caballeros - 89.3 MHz